# Cung Chính
Cung Chính (tiếng Trung giản thể: 龚正, bính âm Hán ngữ: Gōng Zhèng, sinh ngày 4 tháng 3 năm 1960, người Hán) là chính trị gia  nước Cộng hòa Nhân dân Trung Hoa. Ông là Ủy viên Ủy ban Trung ương Đảng Cộng sản Trung Quốc khóa XX, khóa XIX, hiện là Phó Bí thư Thành ủy, Bí thư Đảng tổ, Thị trưởng Chính phủ Nhân dân thành phố Thượng Hải. Ông từng là Phó Bí thư Tỉnh ủy, Bí thư Đảng tổ, Tỉnh trưởng Chính phủ Nhân dân tỉnh Sơn Đông; Phó Bí thư chuyên chức Tỉnh ủy Sơn Đông; Thường vụ Tỉnh ủy Chiết Giang, Bí thư Thành ủy Hàng Châu, Chiết Giang; Phó Bí thư Đảng tổ, Phó Tỉnh trưởng thường vụ Chiết Giang; Phó Cục trưởng Tổng cục Hải quan Trung Quốc.
Cung Chính là Đảng viên Đảng Cộng sản Trung Quốc, học vị Thạc sĩ Quản trị Kinh doanh, Tiến sĩ Kinh tế. Ông có sự nghiệp hơn 20 năm công tác trong ngành hải quan của Trung Quốc.

## Xuất thân và giáo dục
Cung Chính sinh ngày 4 tháng 3 năm 1960, quê quán tại địa cấp thị Tô Châu, tỉnh Giang Tô, Cộng hòa Nhân dân Trung Hoa. Tháng 10 năm 1978, ông bắt đầu học ngành Quản lý Hải quan của Đại học Kinh doanh và Kinh tế quốc tế Bắc Kinh. Tháng 4 năm 1985, ông được kết nạp Đảng Cộng sản Trung Quốc. Năm 1987, ông học ngành Quản trị Kinh doanh tại Đại học Golden Gate, Hoa Kỳ, không lâu sau tham gia học cao học tại Đại học Kinh doanh và Kinh tế quốc tế Bắc Kinh và đến tận năm 1998 mới nhận bằng Thạc sĩ Quản trị Kinh doanh. Từ tháng 3 năm 2000 đến tháng 1 năm 2001, ông học khóa đào tạo một năm dành cho cán bộ trẻ và trung niên của Trường Đảng Trung ương Đảng Cộng sản Trung Quốc. Từ tháng 9 năm 2001 đến tháng 12 năm 2004, ông học nghiên cứu sinh lĩnh vực tài chính của Đại học Hạ Môn, bảo vệ thành công luận án tiến sĩ và trở thành Tiến sĩ Kinh tế học.

## Sự nghiệp

### Ngành Hải quan
Tháng 8 năm 1982, Cung Chính sau khi tốt nghiệp đại học được tuyển dụng là Chuyên viên của Phân Cục Giám sát vận tải hàng hoá, Cục Giám sát vận tải hàng hóa của Tổng cục Hải quan, bắt đầu sự nghiệp của mình ở ngành hải quan. Tháng 3 năm 1986, ông giữ chức Phó Phân Cục trưởng của Phân Cục Giám sát vận tải hàng hoá, Tổng cục Hải quan. Tháng 8 năm 1986, ông giữ chức Phó Bí thư Ban Thư ký Văn phòng Tổng cục Hải quan. Tháng 5 năm 1989, ông là Thư ký của Tổng cục trưởng Tổng cục Hải quan.
Vào tháng 1 năm 1993, ông giữ chức Ủy viên Đảng ủy, Phó Cục trưởng Cụ Hải quan Thiên Tân. Tháng 1 năm 1996, ông giữ chức Phó Chủ nhiệm Văn phòng Trung tâm Quản lý thông tin Hải quan Quốc gia. Tháng 4 năm 1997, ông giữ chức Phó Cục trưởng Cục Điều tiết tại Tổng cục Hải quan và Phó Chủ nhiệm Văn phòng Thông tin. Năm 1998, ông giữ chức Cục trưởng Cục Chính sách và Điều tiết của Tổng cục Hải quan. Vào tháng 2 năm 2001, ông được bổ nhiệm làm Bí thư Đảng ủy, Cục trưởng Hải quan Thâm Quyến. Vào tháng 3 năm 2003, ông được bổ nhiệm làm Ủy viên Đảng ủy, giữ chức Phó Tổng cục trưởng của Tổng cục Hải quan.

### Lãnh đạo địa phương

#### Chiết Giang
Tháng 12 năm 2008, Cung Chính được điều chuyển về Chiết Giang, được Tổng lý Quốc vụ viện Ôn Gia Bảo bổ nhiệm làm Phó Tỉnh trưởng Chính phủ Nhân dân tỉnh Chiết Giang. Vào tháng 6 năm 2012, ông trở thành Phó Bí thư Đảng tổ Chính phủ Nhân dân tỉnh Chiết Giang, được bầu vào Ban Thường vụ Tỉnh ủy, và là Phó Tỉnh trưởng thường trực Chính phủ Nhân dân tỉnh Chiết Giang. Tháng 10 năm 2013, ông vẫn giữ vị trí Thường vụ Tỉnh ủy, được Tỉnh ủy Chiết Giang phân công làm Bí thư Thành ủy thành phố Hàng Châu, thủ phủ tỉnh Chiết Giang.

#### Sơn Đông
Vào ngày 11 tháng 8 năm 2015, Cung Chính được Ủy ban Trung ương Đảng được điều chuyển tới Sơn Đông, vào Ban Thường vụ Tỉnh ủy, nhậm chức Hiệu trưởng Trường Đảng Tỉnh ủy Sơn Đông, Phó Bí thư chuyên chức Tỉnh ủy Sơn Đông. Tháng 4 năm 2017, Cung Chính được phân công làm Bí thư Đảng tổ Chính phủ Nhân dân tỉnh Sơn Đông, tại kỳ hợp của Ủy ban Thường vụ Nhân Đại Sơn Đông, ông được bổ nhiệm làm Phó Tỉnh tưởng Chính phủ Nhân dân tỉnh Sơn Đông, Quyền Tỉnh trưởng Chính phủ Nhân dân tỉnh Sơn Đông, và vào ngày 26 tháng 4 năm 2017, ông được bầu làm Tỉnh trưởng Chính phủ Nhân dân tỉnh Sơn Đông chính thức. Tháng 10 năm 2017, ông tham gia đại hội đại biểu toàn quốc, được bầu làm Ủy viên Ủy ban Trung ương Đảng Cộng sản Trung Quốc khóa XIX tại Đại hội Đảng Cộng sản Trung Quốc lần thứ 19.

### Thượng Hải
Ngày 23 tháng 3 năm 2020, Cung Chính được Bộ Tổ chức, Ban Bí thư Trung ương Đảng họp bàn và điều động tới thành phố Thượng Hải, vào Ban Thường vụ Thành ủy, bổ nhiệm làm Phó Bí thư Thành ủy thành phố Thượng Hải. Sau đó, ông được Ủy ban Thường vụ Nhân Đại Thượng Hải bổ nhiệm làm Phó Thị trưởng, Quyền Thị trưởng Chính phủ Nhân dân thành phố Thượng Hải. Ngày 21 tháng 7 năm 2020, tại kỳ hợp của Nhân Đại Thượng Hải khóa XIII, ông được bầu làm Thị trường Thượng Hải chính thức, kế nhiệm Ứng Dũng và tham gia lãnh đạo hành pháp thành phối, phối hợp hỗ trợ Bí thư Thành ủy Lý Cường. Cuối năm 2022, ông tham gia Đại hội Đảng Cộng sản Trung Quốc lần thứ XX từ đoàn đại biểu Thượng Hải. Trong quá trình bầu cử tại đại hội, ông tái đắc cử là Ủy viên Ủy ban Trung ương Đảng Cộng sản Trung Quốc khóa XX.